# John Lennon Signature Box
John Lennon Signature Box è un cofanetto di John Lennon pubblicato nel 2010.

## Descrizione
Il cofanetto contiene 11 CD  tra rimasterizzazioni di album già pubblicati in precedenza e raccolte di brani inediti, pubblicati anche in download digitale, come parte della collezione Gimme Some Truth. Gli album pubblicati nel set sono rimasterizzazioni digitali delle registrazioni originali da nastro, supervisionati da Yōko Ono e la stessa squadra di ingegneri degli Abbey Road Studios che nel 2009 crearono i remaster dei Beatles, a Londra e negli Avatar Studios, a New York City. Il set include inoltre singoli mai apparsi su album e registrazioni casalinghe.
La pubblicazione è stata curata in modo da poter essere nei negozi per il 70º anniversario della nascita di John Lennon, il 9 ottobre del 1940.

## Elenco
- Disco 1: John Lennon/Plastic Ono Band (1970)
- Disco 2: Imagine (1971)
- Dischi 3 & 4: Some Time in New York City (1972)
- Disco 5: Mind Games (1973)
- Disco 6: Walls and Bridges (1974)
- Disco 7: Rock 'n' Roll (1975)
- Disco 8: Double Fantasy (1980)
- Disco 9: Milk and Honey (1984)

### Contenuto addizionale
Tutti i brani composti da John Lennon, eccetto dove indicato diversamente.

#### Disco 10: Singles (singoli)
1. Power to the People - 3:25
2. Happy Xmas (War Is Over) - 3:34
3. Instant Karma! (We All Shine On) - 3:21
4. Cold Turkey - 5:03
5. Move Over Ms. L - 2:58
6. Give Peace a Chance - 4:55

#### Disco 11: Home Tapes (registrazioni casalinghe)
1. Mother - 4:25
2. Love - 2:39
3. God - 4:35
4. I Found Out - 4:34
5. Nobody Told Me - 3:13
6. Honey Don't (Perkins) - 1:40
7. One of the Boys - 2:39
8. India, India - 3:07
9. Serve Yourself - 5:21
10. Isolation - 3:07
11. Remember - 5:29
12. Beautiful Boy (Darling Boy) - 4:11
13. I Don't Wanna Be a Soldier Mama I Don't Wanna Die - 3:26